# Wedemark
Wedemark é um município da Alemanha localizado no distrito de Hanôver, estado de Baixa Saxônia.